# Theresia-arsenaal
Het Theresia-arsenaal (Tsjechisch: Tereziánská zbrojnice en Duits: Maria-Theresia-Zeughaus) is een voormalig artillerie-arsenaal in de Moravische stad Olomouc. Het is tussen 1768 en 1769 gebouwd als onderdeel van de Vesting Olomouc en vernoemd naar Maria Theresia van Oostenrijk. Sinds 1997 is het gebouw in gebruik als het hoofdvestiging van de bibliotheek van de Palacký-Universiteit Olomouc.

## Geschiedenis

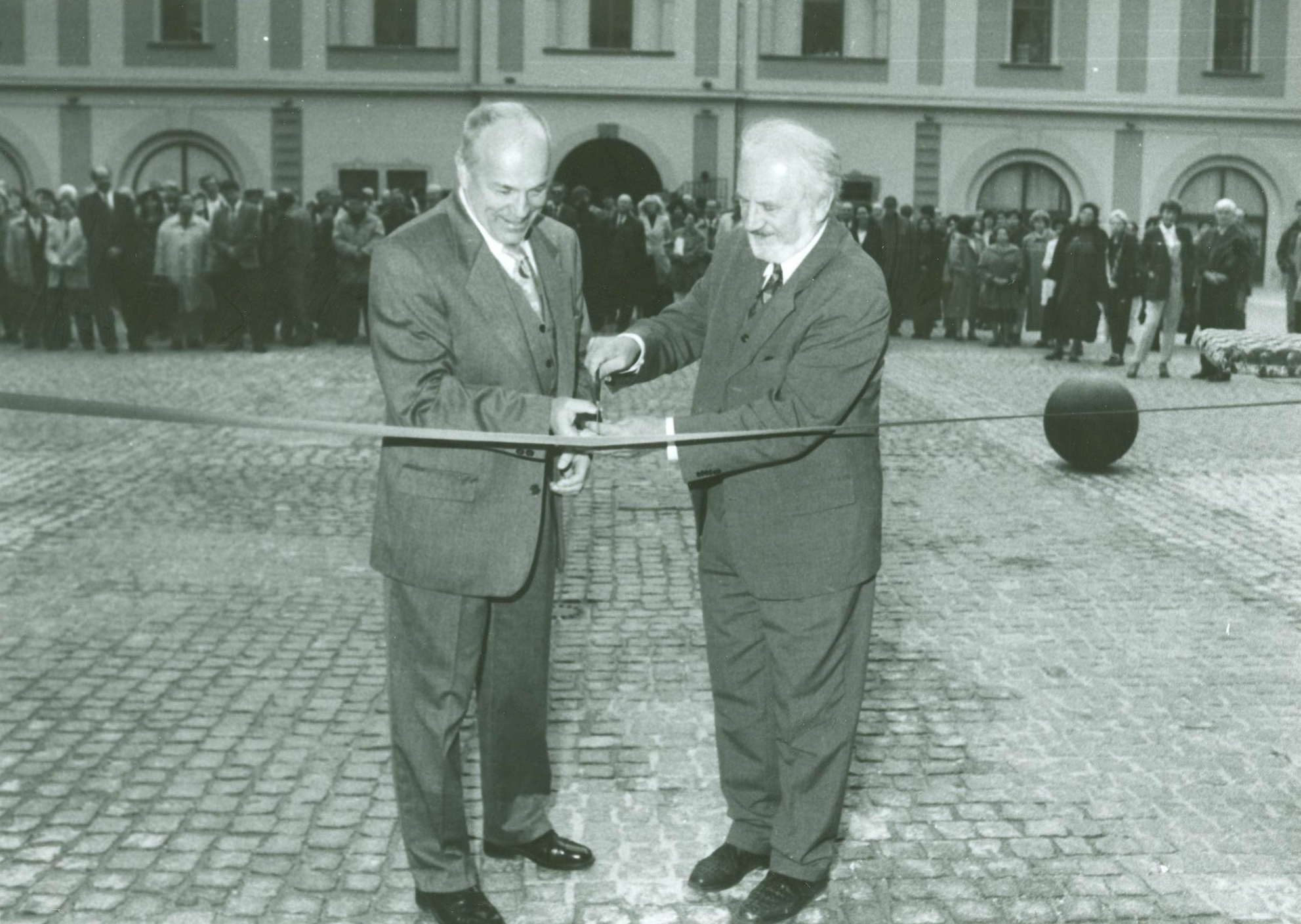
De feestelijke opening van het informatiecentrum van de Palacký-Universiteit in 1999 door de toenmalige rector Lubomír Dvořák en professor Josef Jařab.

Het Theresia-arsenaal is tussen 1768 en 1769 gebouwd als een artillerie-arsenaal als onderdeel van de Vesting Olomouc op de plek waar het Collegium Nobilium stond. Olomouc was na het verlies van een groot deel van Silezië aan Oostenrijk een belangrijke vestingstad geworden en werd onder Maria Theresia aanzienlijk versterkt. Tussen 1771 en 1778 werd het arsenaal verder uitgebouwd. In 1991 kwam het gebouw in handen van de Palacký-Universiteit die het besloot om te bouwen tot bibliotheek en informatiecentrum. In 1997 werd het gebouw in gebruik genomen door de bibliotheek. In 1999 werd de verbouwing voltooid en werd ook het informatiecentrum geopend.

## Beschrijving
Het Theresia-arsenaal is een gebouw met twee verdiepingen en een zolder en heeft vier vleugels rond een binnenplaats. De laatbarokke decoratieve elementen zijn typerend voor Oostenrijkse militaire architectuur uit deze tijd. Op de puntgevel boven de hoofdingang van het gebouw staat een standbeeld van de Romeinse god Mars in een harnas. Het is aan de zuidzijde het Bisschopsplein gelegen en wordt verder omsloten door de straten Akademická, Křížkovského en Wurmova. Naast het arsenaal staat aan het Bisschopsplein het Aartsbisschoppelijk paleis van de Aartsbisschoppen van Olomouc.

## Trivia
- Volgens een legende in Olomouc liet Keizerin Maria Theresia het arsenaal aan het Bisschopsplein half voor het Bisschoppelijk paleis bouwen omdat zij ruzie had met de toenmalige Bisschop van Olomouc en het hem wilde belemmeren om met de koets zijn paleis binnen te kunnen rijden.[3]
- Het motto van de universiteitsbibliotheek is „Ze zbrojnic udělejte biblioték“ („Maak van arsenalen bibliotheken“), een uitspraak van de Moravische pedagoog Jan Amos Comenius in zijn werk Clamores Eliae (Křiky Eliášovy).[4]